# Allancastria lourisitana
Allancastria lourisitana là một loài bướm ngày thuộc họ Bướm phượng. Nó chỉ được tìm thấy ở miền tây Iran.